# Спринг Хил (Ајова)
Спринг Хил (енгл. Spring Hill) град је у америчкој савезној држави Ајова. По попису становништва из 2010. у њему је живело 63 становника.

## Демографија
Према попису становништва из 2010. у граду је живело 63 становника, што је -29 (-31.5%) становника више него 2000. године.
| Група             | 2000.      | 2010.      |
| Белци             | 91 (98,9%) | 62 (98,4%) |
| Афроамериканци    | 0 (0,0%)   | 1 (1,6%)   |
| Азијати           | 1 (1,1%)   | 0 (0,0%)   |
| Хиспаноамериканци | 0 (0,0%)   | 0 (0,0%)   |
| Укупно            | 92         | 63         |